# Robert Janssens (journalist)
Robert Janssens (Borgerhout, 25 juni 1939) is een voormalige Vlaamse sportjournalist. Hij is vooral bekend om zijn verslaggeving tijdens de Ronde van Frankrijk. Hij schreef verschillende boeken over zijn werk en over de wielersport. In 2021 verscheen bij uitgeverij Partizaan zijn romandebuut 'Sukkelaar'.

## Journalist
Robert Janssens startte zijn loopbaan als sportjournalist voor de Antwerpse krant Volksgazet. Hij was er actief van 1960 tot 1969 en was vooral actief met de verslaggeving van wielerwedstrijden. In 1962 trok hij voor de eerste maal mee met Ronde van Frankrijk. In 1969 verhuisde hij naar Het Laatste Nieuws, waar hij eveneens in de wielerredactie actief was. Hij volgde uiteindelijk tot en met 2000 de Ronde van Frankrijk en zou 38 maal aanwezig zijn op deze rittenwedstrijd. Van de organisatie achter de Ronde van Frankrijk ontving hij in 1982 een 'Medaille van Erkentelijkheid' n.a.v. zijn 20ste jaar als Tourverslaggever. 
Daarnaast versloeg hij ook andere wielerklassiekers en de wereldkampioenschappen. Door zijn ervaring werd hij een gekende journalist in het milieu van de wielerjournalisten. Hij was een tijdlang voorzitter van de Association Internationale des Journalistes du Cyclisme (AIJC). In 2001 besloot Het Laatste Nieuws om Janssens niet meer naar Frankrijk te sturen, maar vanuit de redactie columns over de Tour te laten schrijven. Hij ging in 2004 op pensioen.

## Auteur
Janssens had door zijn jarenlange ervaring achter de schermen van de Ronde van Frankrijk een speciale band met deze rittenwedstrijd. Hij zou verschillende boeken over deze koers schrijven of als co-auteur optreden. Het meerdelige werk Tour Encyclopedie n.a.v. de honderdste verjaardag van de Ronde van Frankrijk is hiervan de bekendste. Zijn ervaringen zou hij meermaals in memoires uitschrijven. Daarnaast was hij ook (co-)auteur van enkele biografische werken over wielrenners.
In 2021 debuteerde hij op 82-jarige leeftijd als fictieauteur met de roman 'Sukkelaar'. Nadien volgden nog de titel 'Jef', 'Robje en de Ronde' (een jeugdboek waarin hij schetst hoe hij als kind zelf de Tour de France organiseerde) en 'Ik ben twee en ik zeg nee'. Hij schreef ook de teksten voor zowel de expo in het Staf Versluys Centrum in Bredene als het boek 'Muizenissen' met 40 cartoons van Buth over Thomas Pips (20 grote winnaars & 20 onvergetelijke locaties van de Tour de France). In 2024 publiceerde hij de romans 'Met dertien aan tafel' en 'Kampioen geweest', een roman over een fictieve ex-wielerkampioen waarin heel wat waargebeurde feiten uit de koers verweven zijn.